# Margites auratonotatus
Margites auratonotatus là một loài bọ cánh cứng trong họ Cerambycidae.